# Ueno Hikoma

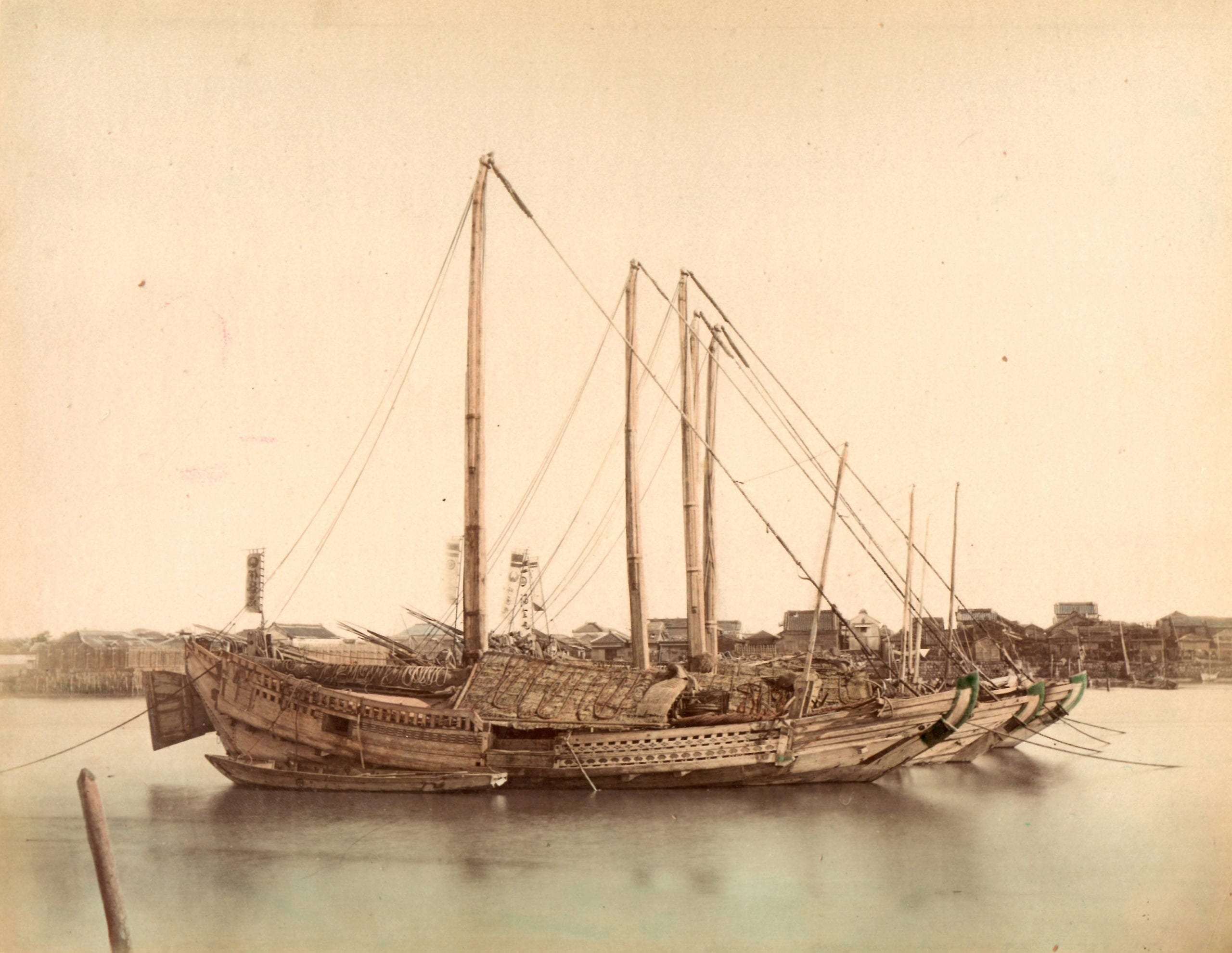
Barcos de juncos, copia a la albúmina c. 1860.

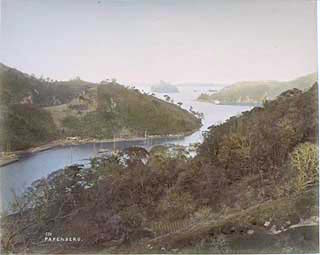
Paisaje de las islas Takaboko, impresión a la albúmina coloreada a mano entre 1862 y 1885.

Ueno Hikoma (上野 彦馬 Ueno Hikoma?   1838 – 1904) fue un fotógrafo japonés, nacido en Nagasaki está considerado como el primer fotógrafo profesional en Japón. Es conocido por sus excelentes retratos, normalmente de importantes figuras japonesas o extranjeras, y por sus magníficos paisaje, particularmente de Nagasaki y sus alrededores. Ueno fue una figura importante de la fotografía japonesa del siglo XIX, un exitoso fotógrafo tanto comercial como artísticamente, además de profesor.

## Antecedentes, juventud y preparación
Los antecedentes familiares de Ueno Hikoma tal vez le dieran un temprano empujón a su carrera. Algunos miembros de su familia habían sido pintores de retratos. Además, era el hijo de Toshinojō Ueno (también conocido como Shunnojō Ueno) (1790–1851), un comerciante empleado por el clan Shimazu que en 1848 importó la que posiblemente fue la primera cámara del país, una cámara para el daimyō Shimazu, Nariakira.
Ueno Hikoma primero estudió los textos clásicos chinos; después en 1852, poco después de la muerte de su padre, ingresó en el Colegio Médico de Nagasaki con vistas a estudiar química para así poder ayudar en el negocio familiar, que trabajaba con tintes como la cretona. Finalmente estudió química con el oficial médico naval holandés Johannes L. C. Pompe van Meerdervoort (1829–1908) después de la llegada de éste en 1857. Pompe van Meerdervoort, quien tenía una cámara y un manual fotográfico aunque poco experiencia como fotógrafo, también enseñó fotografía a Hikoma. 
Fue sólo después de conocer al fotógrafo suizo Pierre Rossier (1829 – ca. 1890) que Ueno decidió comenzar su carrera como fotógrafo. Rossier, enviado por la compañía Negretti and Zambra a fotografiar en Asia, trabajó en Japón de 1859 a 1860. Estuvo en Nagasaki poco tiempo, pero entretanto fue maestro de Ueno, Horie Kuwajirō (1831–1866), Maeda Genzō (1831–1906) y otros. Poco después, un amigo de Ueno Horie compró una cámara y en 1861 Horie fotografió a Ueno trabajando en el laboratorio del clan Tsu en Edo (hoy Tokio). En 1862 Ueno and Horie escribieron un libro de texto titulado Shamitsu kyoku hikkei que contenía fragmentos traducidos de diez manuales holandeses de ciencias y además de un apéndice llamado Satsueijutsu (La técnica de la fotografía) que describía técnicas fotográficas así como el método de Nicéphore Niépce.

## Carrera
Después de un tiempo trabajando para el clan Tsu en Edo, Ueno volvió a Nagasaki, pero descubrió que Pompe van Meerdervoort se había ido del país. Entonces abandonó el rangaku, o el estudio de la ciencia occidental y optó por dedicarse a la carrera de fotógrafo.
En el otoño de 1862, Ueno abrió un estudio fotográfico comercial cerca del río Nakashima, en Nagasaki y también empezó a importar cámaras. Primero el negocio no tuvo éxito, pero creció gradualmente, permitiéndole mover el estudio a un edificio mayor y mejor iluminado en 1882, volviéndose popular entre los notables japoneses y extranjeros y siendo mencionado en guías como Un touriste dans l'Extrême-Orient, de Edmond Cotteau (1884), y en la novela de Pierre Loti, Madame Chrysanthème (1887). El apoyo de los extranjeros hizo crecer enormemente los ingresos de Ueno, lo que le permitió utilizar materiales más caros y ampliar sus estudios. Todavía en los primeros años de la tecnología importada, Ueno superó la reticencia de muchos japoneses a ser fotografiados e hizo fotos de figuras como Sakamoto Ryōma, Itō Shunsuke, Takasugi Shinsaku y Katsu Kaishū. Durante sus visitas a Japón Ueno fotografió a Ulysses S. Grant en 1879 y al Zar Nicolás II, todavía príncipe, en 1891. Con la ayuda de ese apoyo, el estudio de Ueno funcionó hasta el final del siglo.
Ueno tenía una importante y cercana relación laboral con Felice Beato. Cuando visitó Nagasaki, Beato utilizó el estudio de Ueno y fotografió a su hermana pequeña y a sus conocidos, entre otros habitantes de la ciudad. Beato también fotografió al propio Ueno en el templo Daikōji y los dos fotógrafos intercambiaron las fotos. Probablemente, Ueno refinó su técnica durante su contacto con el experimentado Beato. Otros dos visitantes en Japón que influyeron en Ueno fueron el fotógrafo holandés Konrad Walter Gratama, quien amplió los conocimientos de Ueno de química en 1866, y el fotógrafo australiano Wilhelm Burger quien se cree que le enseñó técnicas fotográficas a Ueno mientras hacía uso de su estudio durante su visita al país en 1869-1870.
El propio Ueno enseñó a muchos importantes fotógrafos del siglo XIX, incluyendo a Uchida Kuichi (1844–1875), Tomishige Rihei, Kameya Tokujirō (1837–1922), Nakajima Shinzō, Nagai Nagayoshi, Noguchi Jōichi, Nakajima Seimin, Tanaka, Morita Raizō, Kikizu Maturoku, y Ueno Yoshima. Ueno mantuvo una cercana relación con Uchida, y fijándose en una de sus visitas a Nagasaki en 1872, para hacer fotos para el Emperador Meiji, se ve que sus álbumes tienen fotos idénticas que presumiblemente intercambiaron. Luego Ueno abrió sucursales de su estudio en Vladivostok (1890) y en Shanghái y Hong Kong (1891).
Además de retratos, Ueno produjo muchas imágenes de Nagasaki y sus alrededores. También fotografió el tránsito de Venus a través del Sol en 1874 para una misión astronómica americana. En 1877, el gobernador de Nagasaki, Kitajima Hidetomo, le encargó que tomara fotos del campo de batalla en el suroeste de Japón durante la Rebelión Satsuma. Por este encargo Ueno recibió ¥330 por 420 fotos. En este trabajo fue acompañado por Setsu Shinichi y Noguchi Jōichi.
Ueno exhibió sus fotos en al menos dos Exposiciones Mundiales: la de Viena de 1873, y la de Chicago en 1893, en la que ganó el premio por "Buen Gusto y Acabado Artístico".
En sus comienzos Ueno practicó la fotografía de la placa mojada, pero para 1877 comenzó a utilizar placas secas importadas de Bélgica. A pesar de la popularidad en esa época de las fotos pintadas a mano, las fotografías de Ueno no suelen tener color. Algunos de los negativos de Ueno fueron probablemente conseguidos por el fotógrafo Kusakabe Kimbei, ya que algunas imágenes aparecen en sus álbumes. Aunque parece que no solía ofertar álbumes fotográficos, si que hizo algunos encargos especiales para clientes extranjeros. Ueno consideraba las técnicas y los materiales fotográficos franceses y americanos superiores a los ingleses, cuyos productos eran demasiado caros.

## Conmemoración
En el año 2000 el "Concurso Fotográfico Universitario Kyushu Sangyo" estableció el "Premio Ueno Hikoma" para conmemorar el 40 aniversario de la fundación de la Universidad Kyūshū Sangyo. El premio tiene la intención de descubrir fotógrafos emergentes. 